# Ichnanthus longiglumis
Ichnanthus longiglumis är en gräsart som beskrevs av Carl Christian Mez. Ichnanthus longiglumis ingår i släktet Ichnanthus och familjen gräs. Inga underarter finns listade i Catalogue of Life.